# 211 (nombre)
Cet article concerne le nombre 211. Pour l'année, voir 211.
211 (deux cent onze) est l'entier naturel qui suit 210 et qui précède 212.

## En mathématiques
Deux cent onze est :
- le 47e nombre premier et le 46e nombre premier impair ; il est précédé par 199 et suivi par 223.
  - le 4e nombre d'Euclide premier ; il est précédé par 31 et suivi par 2 311.
  - le 5e nombre premier équilibré ; il est précédé par 173 et suivi par 257 ; c'est le premier à avoir une distance de 12, entre 199 et 223.
  - le 6e nombre premier primoriel ; il est précédé par 31 et suivi par 2 309.
  - le 6e nombre décagonal centré premier ; il est précédé par 151 et suivi par 281.
  - le 7e auto nombre premier ; il est précédé par 97 et suivi par 233.
  - le 14e nombre chanceux premier ; il est précédé par 193 et suivi par 223.
  - le 25e entier de Gauss premier ; il est précédé par 199 et suivi par 223.
  - le 33e nombre premier de Higgs ; il est précédé par 199 et suivi par 223.
  - le 37e nombre premier de Chen ; il est précédé par 199 et suivi par 227.
  - la somme de trois nombres premiers (67 + 71 + 73).
  - un nombre brésilien premier.

## Dans d'autres domaines
Deux cent onze est aussi :
- un code de statut SMTP pour le statut système.
- Années historiques : -211, 211.